# Bobby Valentín
Roberto Valentín Fret, conocido como Bobby Valentín (Orocovis; 9 de junio de 1941), es un arreglista, bajista y director de orquesta puertorriqueño de Salsa y Latin Jazz.[cita requerida]

## Biografía
Roberto Valentín Fred, nacido en 1941 en la localidad puertorriqueña de Orocovis, comenzó de niño a tocar la guitarra y a la edad de 11 años ganó un concurso con una banda que dirigía el mismo. Comienza sus estudios de trompeta los 15 años, poco antes de mudarse con su familia a Nueva York, donde continua sus estudios bajo la dirección de Carmina Caruso. En 1958 comienza su carrera profesional con la orquesta de Joe Quijano.[cita requerida] Valentin pasa los años siguientes trabajando como trompetista, guitarrista, bajista o arreglista para artistas como Willie Rosario, Charlie Palmieri, Ray Barreto, Tito Rodríguez o Willie Bobo, hasta que en 1965 debuta con una orquesta a su nombre editando dos discos, uno de ellos bajo el sello Fania de Johnny Pacheco. Durante los años siguientes Valentin siguió editando discos a su nombre bajo el sello de Pacheco, pero también comenzó a grabar y realizar arreglos para la banda propia del sello, la legendaria Fania All Stars por donde pasarían figuras tan importantes como Rubén Blades, Celia Cruz, Willie Colon, Eddie Palmieri, Papo Lucca o Mongo Santamaría, entre otros muchos.[cita requerida] En 1975 comienza a grabar para su propio sello, pero su trabajo con la Fania All Stars continua hasta hoy día. Desde entonces el músico sigue actuando con su orquesta por los más importantes festivales de salsa y jazz de todo el mundo, además de seguir editando álbumes para su propio sello, el último de los cuales vio la luz en 2016 bajo el nombre "Mi Ritmo es bueno".[cita requerida]

## Discografía
- Rítmo Pa' Gozá (1965)
- Young Man With A Horn (1966)
- Bad Breath (1967)
- Let's Turn On / Arrebatarnos (1968)
- Se La Comió (1969)
- Algo Nuevo (1970)
- Rompecabezas (1971)
- Soy Boricua (1972)
- Rey Del Bajo (1974)
- In Motion (1974)
- Va A La Cárcel, vol. 1 (1975)
- Va A La Cárcel,vol. 2 (1975)
- Afuera (1976)
- Musical Seduction (1978)
- Bobby Valentín (1978)
- El Gato (1980)
- La Espinita (1980)
- Bobby Valentín Y Marvin Santiago (1980)
- Siempre En Forma (1981)
- Presenta Al Cano Estremera (1982)
- Brujería (1983)
- En La Lejanía (1983)
- En Acción (1984)
- Algo Excepcional (1985)
- Part Time Lover (1986)
- Bobby Valentín y Vicentico Valdés (1986)
- Gigoló (1988)
- Más Amor (1989)
- Como Nunca (1990)
- Clásicos (1996)
- Donde Lo Dejamos (1997)
- Symbol Of Prestige (1997)
- La Gran Reunión (2000)
- Evolution (2007)
- Mi Ritmo Es Bueno (2015)
- Mind Of A Master (2018)

## Compilaciones
- Bobby's best (1977)
- Aquí está la salsa con Sus grandes éxitos  (1989)
- 25 aniversario del Rey del Bajo (1990)
- Encuentro histórico (1998)
- Many sides (2001)
- 35 aniversario en vivo: Vuelve a la cárcel (2002)
- La herencia (2007)
- Temas clásicos de la Colección Fania (2007)
- Greatest hits (2008)
- Historia de la salsa (2009)